# Ralliart

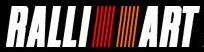
logo společnosti

Ralliart je sportovní oddělení automobilky Mitsubishi a současně její sportovní tovární tým, který ji zastupoval v motorsportu.

## Rallye

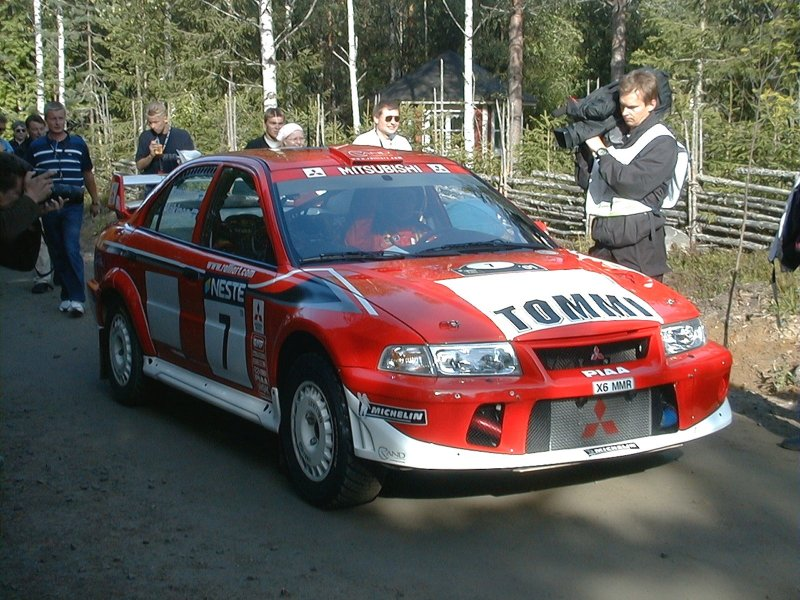
Tommi Mäkinen v roce 2001

Automobilka Mitsubishi se účastnila soutěží Mistrovství světa v rallye už v 70. letech s vozem Mitsubishi Lancer GSR 1600. Startovala převážně na afrických soutěžích, zejména Safari rallye. V éře skupiny B pak automobilka startovala s typy Lancer 2000 Turbo a Mitsubishi Starion 4WD. Na konci 80. let pak vyvinul tým vůz Mitsubishi Galant VR-4 s pohonem všech kol. Tato koncepce se stala základem pro vývoj závodních speciálů Mitsubishi Lancer Evolution. Tyto vozy startovaly až do své šesté evoluce ve skupině A. Tommi Mäkinen s těmito vozy vybojoval tituly v letech 1996, 1997, 1998 a 1999. V sezoně 2001 byl dokončen vývoj vozu Lancer EVO VII WRC. Tento typ nebyl výrazně úspěšný a tak se tým po sezoně 2002 ze soutěží stáhl. V sezoně 2004 se opět objevil tovární tým s vozem Mitsubishi Lancer WRC. Tým soutěžil dvě sezony pod názvem Mitsubishi Motors Motor Sport a pak Mistrovství světa opustil. V současné době je tým přihlášen do šampionátů Intercontinental Rally Challenge, aby jezdci s těmito vozy mohly bodovat pro značku.
Tým také získal řadu vítězství na Rallye Dakar a dodnes se jedná o nejúspěšnější tým v kategorii osobních vozů na této soutěži. S vozy Mitsubishi Pajero, Mitsubishi Pajero Evolution a Mitsubishi Racing Lancer startovali například Shinozuka nebo Stephane Peterhansel.

## Okruhy
Na okruzích tým startoval v řadě disciplín včetně závodů GT nebo Japonských cestovních vozů. Závodil s typy Mitsubishi 3000GT nebo Mitsubishi Eclipse.